# سيدني غوزمان
سيدني غوزمان (بالإسبانية: Sidney Guzman)‏ هو مصارع رياضي بيروفي، ولد في 12 أكتوبر 1977 في Lobitos District ‏ في بيرو.

## وصلات خارجية
- سيدني غوزمان على موقع قاعدة بيانات المصارعة الدولية (الإنجليزية)
- سيدني غوزمان على موقع أوليمبيديا (الإنجليزية)